# Інтернаціональ
Інтернаціональ (англ. The International) — гостросюжетний трилер режисера Тома Тиквера за участю Клайва Оуена та Наомі Вотс. Фільм відкривав програму 59 Берлінського кінофестивалю.

## Сюжет
Агент Інтерполу Луї Селінжер (Клайв Оуен) та помічниця окружного прокурора Мангеттена Елеанор Вітмен (Наомі Вотс) намагаються притягти до відповідальності один із наймогутніших банків світу. 

За словами продюсера стрічки Чарлза Роувана, Інтернаціональ розповідає про людей, які протистоять набагато могутнішим, ніж вони самі, силам. Його думку продовжує і режисер фільму Том Тиквер: «Звичайні люди протистоять холоднокровній потворі-корпорації, яку неможливо зупинити. Тому кожен із нас може зіставити себе із цим фільмом».

## У ролях
- Клайв Оуен — Луї Селінжер
- Наомі Вотс — Елеанор Вітмен
- Армін Мюллер-Шталь — Вільгельм Векслер
- Ульріх Томсен — Йонас Скарсен
- Халук Більгінер — Ахмет Сунай
- Браян О'Бірн — найманий вбивця
- Джеймс Ребгорн — окружний прокурор
- Бен Вішоу — Рене Анталл

## Зйомки
Зйомки фільму розпочалися 10 вересня 2007 року в Берліні. Багато епізодів було відзнято на заводі Фольксваген у Вольфсбурзі, а для зйомок сцени у нью-йоркському Музеї Соломона Гуггенгайма було побудовано його копію.

## Прем'єра
Прем'єрний показ фільму відбувся 5 лютого 2009 року на Берлінському кінофестивалі. У США Інтернаціональ вийшов у прокат 13 лютого 2009, в Україні — 26 лютого 2009 року.

## Касові збори
У світовому прокаті фільм зібрав понад $60 млн. ($25,5 у США та $34,5 за кордоном). В Україні фільм не мав особливого успіху і зібрав близько $130 тис.

## Ланки
- Офіційний сайт (англ.)
- Інтернаціональ на сайті IMDb (англ.)
- Інтернаціональ на сайті AllMovie (англ.)
- Інтернаціональ на сайті Box Office Mojo (англ.)
- The International на сайті Rotten Tomatoes (англ.)
- Інтернаціональ на сайті Metacritic (англ.)